# The Pirate Bay
The Pirate Bay, TPB, är en svensk trackersökmotor som grundades i Sverige 2003, vilken 2008 hade över 5 miljoner användare och indexerade över 10 miljoner torrent-filer.  "Trackern" är en av världens största och en pionjär inom nätbaserad kopiering och spridning av digitalt material. The Pirate Bays logotyp föreställer ett piratskepp vars storsegel pryds av en variant av sjörövarflaggan Jolly Roger, i vilken dödskallen ersatts av ett kassettband. Symbolen kassettband och korsade ben användes under 1980-talet av musikindustrin i kampanjen Home Taping is Killing Music, och en variant används även av Piratbyrån. I december 2014 släcktes hemsidan ner efter en razzia av svenska polisen. Den 31 januari 2015 återkom sajten med en fågel Fenix som logga istället för ett piratskepp.

## Teknik
Mjukvaran till The Pirate Bay heter OpenTracker. Torrentfilerna innehåller en kod med uppgifter som hjälper en klient att hitta en relevant "tracker". Trackerns uppgift är att hålla reda på de olika IP-adresser där olika delar av den sökta innehållsfilen finns tillgängliga för nedladdning.
Med hjälp av en torrentfil kan en Bittorrent-klient hjälpa användaren att hitta dels användare som har innehållsfiler för nedladdning och dels användare att ladda upp innehållsfiler till. Själva fildelningen, det vill säga ned- och uppladdningen, utförs av användarnas Bittorrent-klienter, oberoende av trackern. Trackern föreslår klienten Vuze(Azureus) och BitTornado, som även den är utvecklad av ett nätverk av frivilliga entusiaster. Likt de flesta andra Bittorrent-klienter ger Vuze automatiskt användaren möjlighet att göra de nedladdade innehållsfilerna tillgängliga för uppladdning. Redan innan användaren har fått ned hela filen till sin dator kan klienten börja dela med sig ("seeda") det som är nedladdat och uppladdat.
De första datorerna som utgör själva TPB installerades under 2003 i ett serverrum hos ett mexikanskt företag där Gottfrid Svartholm jobbade. Efterhand som verksamheten växte flyttades den till Göteborg. Senare inköptes professionella rackservrar som installerades i Rix Port80:s serverrum, inhyrt i Göteborg Energis lokaler på Slakthusgatan i Göteborg. Efter en ytterligare expansion av trafiken drevs servrarna även i rixenx Port80:s serverhall i Stockholm, inhyrd i Bankgirocentralens lokaler nära Globen.
Alla TPB:s servrar beslagtogs av polisen i maj 2006. Polisen beslagtog även många andra servrar för fristående bolag vilka ej berördes av åtalet. Tre dagar efter polistillslaget var verksamheten åter igång. Vänner och entusiaster hade ställt upp och sajten drogs igång på serverplattformar hos olika Internetföretag, bland annat i Amsterdam och Belgien.

## Ideologi och publik profil

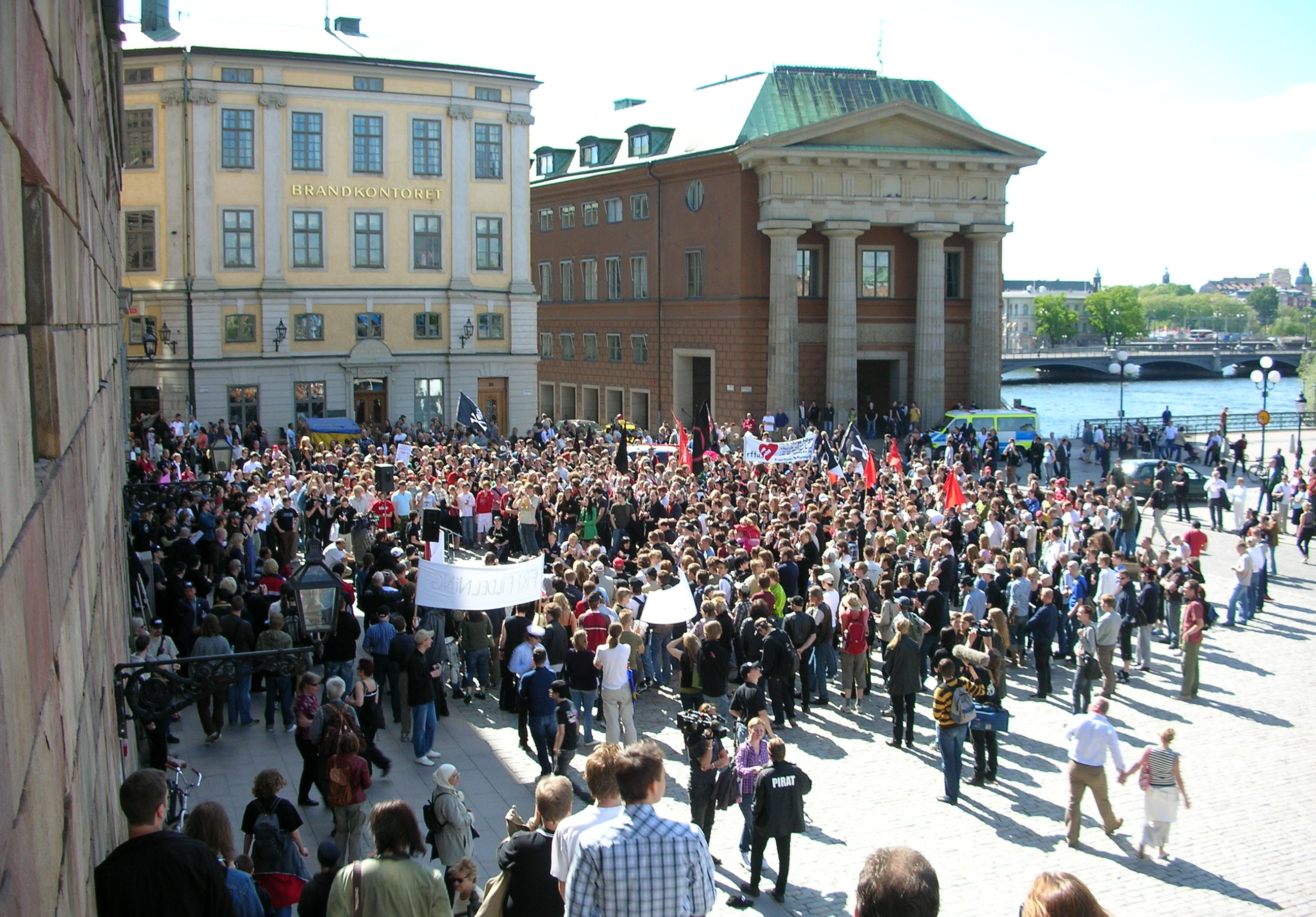
Demonstration i Stockholm 2006 till stöd för The Pirate Bay.

The Pirate Bay har bedrivit en verksamhet med hög profil. Genom företrädare som Fredrik Neij, Gottfrid Svartholm och Peter Sunde har man låtit sig intervjuas och fotograferas av pressen, och ideologin bakom trackern är mycket upphovsrättskritisk.
Under avdelningen "Juridisk korrespondens" på sajten publiceras brev som inkommit till The Pirate Bay från olika organisationer som hotar med rättsliga åtgärder. The Pirate Bay bemöter oftast sina motståndare inom underhållningsindustrin med hån och humor. Genom sitt uppträdande mot medieindustrin, sin stora användarbas och framgång har sajten och männen bakom den vunnit stor popularitet även långt utanför Sveriges gränser. I ett brev till den svenska regeringen har företrädare för underhållningsindustrin motvilligt benämnt The Pirate Bay som "en global ikon".

## Ekonomi
Enligt uppgifter i Svenska Dagbladet tjänar The Pirate Bay hundratusentals kronor varje månad på att sälja reklam på webbplatsen. Annonsförsäljningen sköts dels av ett svenskt bolag, Eastpoint Media, dels av AdBrite som säljer textlänkar. Inkomsterna från den så kallade Piratshoppen går till Piratbyrån. Den amerikanska filmindustrins lobbyingorganisation MPAA har uppgett att The Pirate Bay tjänar 60 000 US-dollar per månad på annonser, utan någon egentlig grund för uppgiften.
I den mån det finns något ekonomiskt överskott köps det enligt The Pirate Bay själva ny hårdvara för dessa.[källa behövs] Enligt åklagare Håkan Roswall kan det påverka en eventuell påföljd om webbplatsen drivs så att man tjänar pengar på verksamheten. Enligt åtalet har man tjänat 1,2 miljoner på sajten, utan att ha räknat med utgifter.
Annonserna som syns på The Pirate Bay är delvis normala annonser men till större delen av den typ som blockeras från större annonsnätverk. Rädslan för påtryckningar gör att större delen av annonsörerna avstår från att annonsera på The Pirate Bay, något som påverkar intäkterna negativt. Från The Pirate Bay har det hävdats att verksamheten har varit ideell, intäkterna måttliga och att det mesta plöjts ner i verksamheten.[källa behövs]

## Rättegången mot The Pirate Bay
Den 31 maj 2006 genomförde 50 poliser en razzia och beslagtog servrar, inte bara The Pirate Bays och Piratbyråns utan även 180 andra servrar tillhöriga webbhotellet PRQ:s kunder. Bland de beslagtagna servrarna fanns PRQ:s affärssystem med redovisningsdata och reskontran. Återlämnandet av de olika servrarna dröjde upp till ett och ett halvt år. På grund av sin omotiverat stora omfattning betraktas tillslaget inom Internetbranschen som ett försök till justitiemord på webbhotellet PRQ.[källa behövs] Företagets leverantörer ställde upp med krediter, lån av datorer och annan hjälp. Även de drabbade kunderna visade en stor lojalitet.[källa behövs] En av de beslagtagna servrarna har efter återlämnandet förvärvats av Tekniska museet i Stockholm och är idag ett museiföremål.
Efter razzian gick SVT:s Rapport ut med uppgifter från anonyma källor om att initiativet till razzian inte kommit från svenskt rättsväsende, utan efter påtryckningar från USA:s regering och Motion Picture Association of America (MPAA), en intresseorganisation som företräder flera amerikanska filmbolag. MPAA gick ut med ett pressmeddelande kort efter tillslaget där man applåderade den svenska insatsen. Kritiska röster höjdes om att det svenska justitiedepartementet fallit för påtryckningarna från MPAA samt den amerikanska regeringen. Demonstrationer anordnades av bland annat Piratbyrån, Piratpartiet, Liberala ungdomsförbundet, Grön ungdom och Ung vänster mot beslagtagandet av The Pirate Bays servrar, samt den generella jakt på fildelare som pågick i Sverige. Piratpartiet upplevde en tillströmning och gick från 2 200 till 6 000 medlemmar veckan efter tillslaget.
Centerpartiets talesman Johan Linander och vänsterpartists riksdagsledamot Tasso Stafilidis gjorde en anmälan till Konstitutionsutskottet där de krävde att affären skulle granskas. De krävde att det skulle klarläggas hur förre justitieministern Thomas Bodström och hans statssekreterare Dan Eliasson har agerat efter de amerikanska påtryckningarna. De beskylldes för att ha gett polisen order om att slå till mot PRQ, och därigenom utövat ministerstyre, något som enligt regeringsformen inte är tillåtet i Sverige. Bodström och Eliasson förnekar att det skett några påtryckningar eller att aktionen skedde på deras initiativ. Däremot har man medgivit att Justitiedepartementet haft kontakt med såväl MPAA samt amerikanska regeringen via deras ambassad i Stockholm om The Pirate Bay. Dan Eliasson har också vidgått att USA påpekat möjligheten till handelssanktioner mot Sverige om inte Sverige visar att man tar krafttag mot fildelningen. Justitieombudsmannen kom till slutsatsen i sin utredning att det saknas fog för misstanke om att tjänstemän i Justitiedepartementet skulle ha försökt påverka polis och åklagare i brottsutredningen beträffande The Pirate Bay.
Från den 3 juni kördes TPB från åtta lånade servrar i Nederländerna.[källa behövs] Den 14 juni rapporterade SvD att The Pirate Bay var tillbaka i Sverige efter "påtryckningar från justitiedepartementet i Nederländerna". Den 15 juni bekräftade The Pirate Bay i sin blogg att de hade flyttat tillbaka till Sverige igen. Den 28 juni 2006 begärde Internetföretaget PRQ att få tillbaka flera av de servrar som inte var direkt relaterade till The Pirate Bay men som hade beslagtagits i samband med razzian. Stockholms tingsrätt avslog dock den 28 juni 2006 denna begäran.
4 maj 2007 meddelade kammaråklagare Håkan Roswall att han avsåg att väcka åtal mot innehavarna av The Pirate Bay. Under december 2007 tillställdes fem personer vardera tre kartonger dokumentation utgörande förundersökningen i det kommande målet. Brottsrubriceringen är enligt följebrevet "brott mot upphovsrättslagen"; dock är det enligt förundersökningen "medhjälp till brott mot upphovsrättslagen" och "förberedande till brott mot upphovsrättslagen".
Den 17 april 2009 dömdes de fyra ansvariga bakom sajten till 1 års fängelse vardera samt ett skadestånd på 30 miljoner kronor.
Rättegången överklagades till hovrätten som den 26 november 2010 upprepade tingsrättens dom med vissa ändringar. Fredrik Neij döms till tio månaders fängelse, Peter Sunde till åtta månaders fängelse och Carl Lundström till fyra månader. Skadeståndsbeloppen ökade däremot från cirka 32 miljoner till 46 miljoner kronor. The Pirate Bays talesman Peter Sunde kommenterade domen:  – Det är ju felaktigt även det här – det är ju jättefelaktigt. Nu är det ju dags att man faktiskt tar och skärper till sig lite i det svenska rättssystemet med hur man tycker och tänker om världen. Han hoppades även på att fallet skulle tas upp av Högsta domstolen.

### Andra stämningar och rättegångar
Den 24 juni 2009 stämdes de två teknikerna som startat The Pirate Bay och deras presstalesman i Nederländerna.  Den första juli 2009 såldes de immateriella rättigheterna för The Pirate Bay för 60 miljoner kronor. Den 28 juli 2009 stämdes tre före detta innehavare av The Pirate Bay samt företaget Black Internet AB ytterligare en gång i Sverige, denna gång av ett tiotal amerikanska filmbolag.
Den 24 augusti slutade Black Internet, som då levererade det mesta av The Pirate Bays bandbredd, att leverera nätkapacitet till The Pirate Bay. Detta skedde efter att tingsrätten hotat företaget med en halv miljon kronor i vite. Åtgärden ledde till att sajten försvann från webben då den kvarvarande nätkapaciteten inte räckte till. De stora mängderna trafik som kom till sajten gjorde att även de operatörer som inte slutat leverera bandbredd överbelastades. The Pirate Bay var alltså inte helt bortkopplad från Internet; den bandbredd som fanns räckte däremot inte till, vilket gjorde sajten i praktiken omöjlig att nå. Efter ett kort avbrott på tre timmar, meddelade The Pirate Bays personal att sajtens servra hade flyttats men att tekniska problem hindrade den från att gå online omedelbart. The Pirate Bay var dock fullt tillgänglig igen inom 24 timmar.
Black Internet överklagade den 3 november tingsrättens dom om avstängning och vitesföreläggande till hovrätten, med hänvisning till att "vi får inte avlyssna trafiken och vi får inte behandla trafiken. Då är det orimligt att vi ska ansvara för trafiken", enligt Black Internets vd Victor Möller. Den 9 november 2009 meddelade Svea hovrätt att de tog upp Black Internets överklagan för prövning, men att verkställigheten av tingsrättens dom inte inhiberades i väntan på slutgiltig dom.
Som en effekt av att The Pirate Bay levde vidare, trots att Black Internet strypt bandbredden, riktades vitesföreläggandet istället mot Fredrik Neij och Gottfrid Svartholm Warg. Den 17 november 2009 meddelade The Pirate Bay att man ersatt trackern med "magnetlänkar", och därmed uppfyllt kraven på nedstängning. I juridisk mening innebar detta dels att The Pirate Bay rättat sig efter tingsrättens beslut, dels att den argumentation som tingsrätten framförde i sin fällande dom i det ursprungliga Pirate Bay-målet, inte längre var giltig sett ur The Pirate Bays förändrade verksamhet.

## Förundersökningsprotokollet i Arbogamålet
Den 5 september 2008 uppmärksammade TV4 Nyheterna att en användare hade lagt upp en länk till en bittorrent-fil till förundersökningsprotokollet i Arbogamålet på The Pirate Bay. TT och andra medier följde efter med publicering av den personstrid om obduktionsbilderna i protokollet som hade uppstått mellan pappan och The Pirate Bay. Pappan sade att "Själva förundersökningen kan vara kvar, men vi vill att de tar bort eller svartlägger bilderna." The Pirate Bay valde att låta torrentfilen ligga kvar, med hänvisning till att inga torrent-filer tas bort från sajten på grund av personliga åsikter, enligt deras uttalade princip om ett censurfritt Internet. TV4 skrev på sin webbplats att det var The Pirate Bay som hade lagt upp filen, vilket de tillbakavisade både före och efter publiceringen på deras sajt. Det ledde bland annat till en debatt i Sverige om offentlighetsprincipen, bristen på etik på Internet och krav på ny lagstiftning.

## Den ej genomförda försäljningen till Global Gaming Factory X
Den 30 juni 2009 meddelade Hans Pandeya, VD för Global Gaming Factory X AB, att de hade för avsikt att köpa webbplatsen och varumärket "The Pirate Bay" för närmare 60 miljoner kronor (varav 30 miljoner kronor kontant och 30 miljoner kronor i GGF-aktier). Transaktionen var planerad att äga rum i augusti 2009. The Pirate Bays grundare förklarade att vinsten från försäljningen skulle placeras i ett offshore-konto där den skulle användas till att finansiera projekt som rör yttrandefrihet, informationsfrihet och öppenhet på Internet.
Affären blev aldrig av då Aktietorget, där bolaget var noterad, handelsstoppade GGF-aktien sex dagar före förvärvet med motiveringen att förvärvets finansiering bekräftats muntligen men inte skriftligen av berörd fondkommission. Den 27 augusti 2009 – den meddelade förvärvsdagen – beslutade Aktietorget om fortsatt handelsstopp med motiveringen att bolaget inte kunnat visa att finansieringen var säkerställd. Samma dag godkändes GGF:s finansiering av en enhällig stämma med Aktiespararnas representant John Örtengren, med motiveringen att finansieringen av förvärvet var säkerställd. Även säljaren av The Pirate Bay hade godkänt finansieringen per fax till Aktietorget. Aktiespararnas representant begärde att GGF skulle ordna möte med Aktietorget och honom för att häva handelsstoppet så att affären kunde genomföras.

## Nedstängning och återkomst 2014–2015
Den 9 december 2014 gjordes återigen en razzia mot Portlanes datacenter i Nacka utanför Stockholm och 50 servrar togs i beslag. Nedstängningen innebar att thepiratebay ej längre fanns tillgängligt på internet. Oldpiratebay, skapade av Isohunt, kom upp efter några dagar. Isohunt skapade därefter openbay.isohunt.to där Isohunt gjorde piratebays torrentarkiv tillgängligt för nedladdning så att vem som helst kunde skapa en egen torrenttracker. De proklamerade "Save, create and run your own Piratebay".
Den 22 januari 2015 kom det upp en klocka som räknade ner mot 16.20 1 februari 2015 Thailand time. Samtidigt lades en krypterad sträng upp som, efter att den avkrypterats, visade sig vara en länk till ett youtube-klipp med Arnold Schwarzenegger som upprepar repliken: ”I’ll be back.” Tidigare inblandade i sajten motsatte sig att piratebay skulle återkomma. En av de var Peter Sunde som skrev ett blogginlägg om hur piratebay inte längre är vad det var.
Den 31 januari 2015, några timmar innan klockan på sajten nådde noll, återkom sajten med en fågel fenix som logga istället för ett piratskepp. Den 19 januari[när?] beslagtog staten deras .se-domän.